# Љубиша Беара
Љубиша Беара (Сарајево, 14. јул 1939 — Берлин, 9. фебруар 2017) био је пуковник и начелник безбједности Главног штаба Војске Републике Српске.

## Биографија
Рођен је у Сарајеву 1939. године у Краљевини Југославији. Гимназију је завршио 1959. у родном мјесту, Војнопоморску академију 1963. у Сплиту, а Школу за усавршавање официра безбједности 1967. у Панчеву. Службовао је у гарнизонима Сплит, Мостар, Бриони, Пула, Београд и Кумбор. Службу у ЈНА завршио је као начелник органа безбједности у команди Војнопоморске области, у чину капетана бојног брода. У ВРС је био од дана њеног оснивања (12. мај 1992) до престанка службе, 1. новембра 1997, на дужности начелника Управе безбједности у Сектору за обавјештајно-безбједносне послове у Главном штабу ВРС.
Међународни суд за ратне злочине почињене на подручју бивше Југославије подигао је оптужницу 26. октобра 2002, против пуковника Љубише Беаре. Беара се добровољно предао 9. октобра 2004. Осуђен је 10. јуна 2010. године на казну доживотног затвора. Крајем јануара 2015. године Хашки трибунал потврдио је Беари казну доживотног затвора.
Преминуо је у затвору у Берлину, 9. фебруара 2017. године.

## Одликовања
У ЈНА је одликован:
- Орденом за војне заслуге са сребрним мачевима,
- Орденом народне армије са сребрном звијездом,
- Орденом за војне заслуге са златним мачем и
- Орденом рада са сребрним вијенцем.